# Mladkov
Mladkov (deutsch Wichstadtl) ist eine Gemeinde in Tschechien. Sie befindet sich sechs Kilometer südwestlich von Międzylesie nahe der polnischen Grenze im Adlergebirge und gehört zum Okres Ústí nad Orlicí.

## Geographie

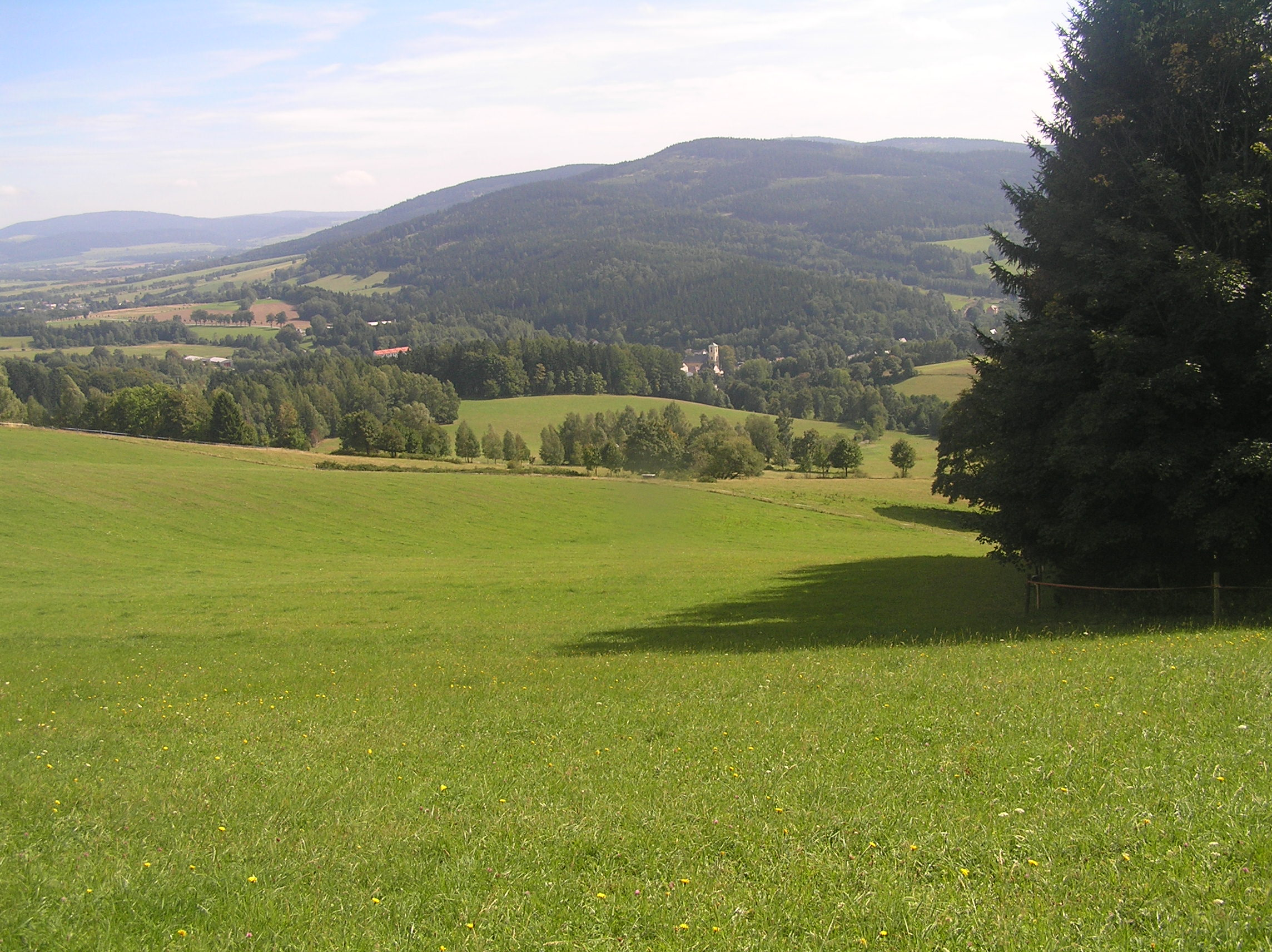
Blick auf Mladkov

Mladkov liegt südlich des Glatzer Landes am rechten Ufer der Stillen Adler. Südöstlich des Ortes erhebt sich der 842 m hohe Vysoký kámen (Hoher Stein). Durch Mladkov führt die Staatsstraße 312 zwischen Žamberk und Králíky, die sich im Ort mit der 311 von Lanškroun nach Deštné kreuzt. Im Ortsteil Petrovičky besteht ein Grenzübergang für den kleinen Grenzverkehr ins polnische Kamieńczyk.
Nachbarorte sind Petrovičky im Norden, Lichkov im Osten, Dolany und Celné im Süden, Vlčkovice im Südwesten, Vitanov und Pastviny im Westen sowie České Petrovice im Nordwesten.

## Geschichte
Am Übergang vom 13. zum 14. Jahrhundert begann die Kolonisation der Waldgebiete am Oberlauf der Stillen Adler. In der ersten Hälfte des 14. Jahrhunderts wurden Erzlagerstätten entdeckt, und es entstand eine Ansiedlung von Bergleuten. Die erste urkundliche Erwähnung von Wyskenstad stammt aus dem Jahre 1367. In dieser Zeit entstand auch die erste Kirche. Bis zum Beginn des 16. Jahrhunderts gehörte das Dorf zur Herrschaft Žampach. 1513 ließ Jan von Žampach und Potštejn eine Feste erbauen. Im Jahre 1577 wurde Wichstadtl als Städtchen bezeichnet, und es stand eine Glashütte im Betrieb.
Bis zur Aufhebung der Patrimonialherrschaft im Jahre 1848 waren die Grafen Althann lange Zeit Besitzer von Wichstadtl. Anschließend war Wichstadtl zur Bezirkshauptmannschaft Senftenberg zugehörig. 1898 erhielt der Ort einen Eisenbahnanschluss.
Zwischen 1935 und 1938 entstanden hier mehrere Bunkerlinien des Tschechoslowakischen Walls zur Sicherung des Tales der Stillen Adler. Nach dem Münchner Abkommen wurde der Ort ins Deutsche Reich eingegliedert und war bis 1945 Teil des deutschen Landkreises Grulich. Nach dem Ende des Zweiten Weltkrieges wurden die deutschböhmischen Bewohner vertrieben. In den folgenden Jahrzehnten kam es zum Zuzug vieler Tschechen aus dem Landesinneren, Roma, Repatrianten und Slowaken.

## Ortsgliederung
Die Gemeinde Mladkov besteht aus den Ortsteilen Dolany (Doland), Mladkov (Wichstadtl), Petrovičky (Deutsch Petersdorf) und Vlčkovice (Wöllsdorf).

## Söhne und Töchter der Gemeinde
- Adalbert Král von Dobrá Voda (1844–1913), böhmischer Heraldiker
- Gudrun Pausewang (1928–2020), deutsche Schriftstellerin
- Freya Pausewang (1932–2020), deutsche Sozialpädagogin und Autorin

## Sehenswürdigkeiten
- Kirche Johannes des Täufers, frühbarocker Bau von 1697, der zwischen 1736 und 1744 umgebaut wurde
- Statue des Hl. Johannes von Nepomuk, errichtet 1756
- Bildstock, 1848 aufgestellt
- Mariensäule aus dem Beginn des 18. Jahrhunderts
- pramen Knížete Rostislava (Fürst Rostislav Quelle), radioaktive Quelle
- Bunkerlinien des Tschechoslowakischen Walls